# 大倉流
大倉流（おおくらりゅう）は能楽囃子方の一流儀。大鼓方と小鼓方がある。

## 歴史

### 金春と大蔵
かつては猿楽・金春座の支流「大蔵座」であったが、やがて、囃子方（小鼓方と太鼓方）とシテ方が分離していく。シテ方は残っておらず、のちに狂言の大藏流に名をとどめる。

金春座と大蔵座は単に流儀上の関係があるのみではなく、歴代の金春太夫と大蔵大夫には血縁上の関係もあった。そもそも、金春家は祖先を飛鳥時代の秦河勝、中興の祖を平安時代の秦氏安と称しており、本姓は秦宿禰で、名字は竹田、興行上の童名の一部が金春である。金春家のみならず、宮王家や大蔵家など歴代の竹田氏は諱の通字を氏と安としていることからもわかるように、秦氏安は一族にとって重要な人物であり、竹田氏金春家の家伝ではこの秦氏安の官名が大蔵大輔だった。このことから、金春の別家の童名を大蔵と称すようになったと考えられる。

### シテ方と囃子方の分離
金春座に関する人物で大蔵の名前が出てくる最も古い文献は、大乗院の『至徳三年記』の「2月9日・10日の薪猿楽」の記事であり、そこでは大蔵八郎が2月9日(ユリウス暦では、1386年3月9日)に金剛流と共演したことが書かれている。これは、観阿弥の没後2年足らずで、金春流は金春禅竹の父の弥三郎の時代であり、何らかの理由でその場では大蔵八郎が金春太夫であった弥三郎の代わりを務めた、という記録である。
金春禅竹の時代も、大蔵八郎の次代以降と思われる大蔵大夫の活動が文献に記されている。一方で、『四座役者目録』で大蔵の名を持つ最も古い人物である大蔵九郎能氏は禅竹より少しだけ後の囃子方の人物であり、能氏を囃子方の大蔵流の祖だと解釈すると、文献に登場するシテ方の大蔵大夫と能氏は別人であり、当時、あくまで金春流支流のシテ方大蔵流と観世座付きだった囃子方大蔵流は既にある程度分離していたことになる。
それ以降も代々の大蔵大夫の活躍は様々な文献に登場する。そして、戦国時代に金春家の血縁から出た大蔵大夫が大蔵道入である。『 老人雑話』によると道入は金春岌蓮の弟であるが、年代的には疑問が残り、金春宗瑞の弟の可能性がある。道入の子のうち道違と道智はそれぞれ小鼓方と大鼓方の祖となり、末子(名称不詳)が大蔵大夫となった。

### シテ方のその後
この道入の子の大蔵大夫は甲斐武田氏に仕えて同家の猿楽大夫となった。大蔵大夫の子は土屋新之丞と土屋藤十郎(大久保長安)であるが、ふたりとも大蔵流の猿楽を継承しなかったことから、甲斐における大蔵流は途絶え、金春流では金春禅曲の三男を大蔵庄左衛門とし、大蔵大夫を継がせた。こうして庄左衛門家流として大蔵座は再び上方に戻り、後に仙台藩お抱えとなり明治時代まで存続したが、その後廃絶した。ただし、伊達吉村が創始した金春大蔵流は登米町に「登米能(薪能)」として今日に残り、宮城県の無形民俗文化財の指定を受けている。
甲斐の大蔵氏は、土屋新之丞が長篠の戦いで戦死したため、大久保長安のみが残ったが、長安の死後に長安の男児は連座で全て刑死したため(大久保長安事件)、女系以外は血筋としても断絶した。

## 小鼓方
小鼓方大倉流は金春流座付きとして活躍した小鼓方の流儀。
大蔵権右衛門道意が家祖とされるが、実質的に流儀の基礎を築いたのは大鼓方三世二助虎家（道知）の養子となった二世長右衛門宣安と思われる。宣安は大鼓方から出て、一流を築き、当時の立会能で活躍した名人であった。江戸時代には金春流の座付きとして活躍し、大鼓方大倉流をアシライ鼓とした。
東京、大阪などが主要な地盤で、能楽協会に登録された役者は20名余。調緒のかけかたがゆるく、やわらかい音を特色とするため、ポ・プの音は聞きわけにくい。また打つ指を変えて音色に変化を持たせるのも特色の一つ。近代の名人に北村一郎、鵜沢寿、北村治など。現宗家は十六世大倉源次郎。

### 宗家代々
- 十一世 - 大倉長右衛門宣義
- 十二世 - 大倉長右衛門宣悦
  - 十一世の次男。
- 十三世 - 大倉長右衛門宣朝
  - 十一世の三男。
- 十四世 - 大倉喜太郎
  - 十三世の長男。戦死し死後追贈。
- 十五世 - 大倉長十郎宣善
  - 十三世の次男。
- 十六世 - 大倉源次郎
  - 十五世の次男。

## 大鼓方
大鼓方大倉流は金春流座付きとして活躍した大鼓方の流儀。
金春禅竹の三男大蔵道加が分家し、子の二世九郎能氏が観世信光に師事して一流を興した。三世二助虎家（道知）は織田信長の贔屓を受け、四世平蔵正氏、五世源右衛門正幸と紫の調緒を許された名人が輩出するものの、正幸に後嗣がなかったために、小鼓方二世大倉宣安の孫仁右衛門宣充が六世を相続した。
以後は小鼓方のアシライ鼓として終始し、江戸時代中期以降は奈良に在住して尾張藩の扶持を受けた。維新後、十五世七左衛門宣利が囃子方の申合せを破って梅若流に参加したため、家元の座を追われ、以降小鼓方の家元が大鼓方を預っている。
東京、大阪などが主要な地盤で、能楽協会に登録された役者は10名余。手組みの数そのものが少なく、掛け声などにも古風を残す。長らく小鼓方大倉流のアシライ鼓であったため、手組みはもっとも同流に適する。

### 宗家代々
- 初世 - 大蔵道加
- 二世 - 大蔵九郎能氏
- 三世 - 二助虎家
- 四世 - 大倉平蔵正氏
- 五世 - 大倉源右衛門正幸
- 六世 - 大倉仁右衛門宣充
  - 小鼓方の二世大倉宣安の孫。

- 十三世 - 大倉七左衛門宣当
- 十四世 - 大倉繁次郎宣明
  - 十三の次男。
- 十五世 - 大倉七左衛門宣利
  - 十四世の次男。